# Aphanistes guatemalenus
Aphanistes guatemalenus är en stekelart som först beskrevs av Cameron 1886.  Aphanistes guatemalenus ingår i släktet Aphanistes och familjen brokparasitsteklar. Inga underarter finns listade i Catalogue of Life.